# Daczne (przystanek kolejowy)
Daczne (ukr. Дачне) – przystanek kolejowy przy osiedlu dacz, w rejonie użhorodzkim, w obwodzie zakarpackim, na Ukrainie. Położony jest na linii Sambor – Czop. Najbliższą miejscowością jest Czop